# 無斑擬鮗
無斑擬鮗（学名：Pseudoplesiops immaculatus）為鱸形目鱸亞目擬雀鯛科的其中一種，分布於印度洋太平洋區的馬爾地夫、聖誕島、印尼、澳洲海域，深度2-20公尺，體長可達2.8公分，為熱帶海水魚，棲息在珊瑚礁區，生活習性不明。
其种加词“immaculatus”意为“无斑的”。